# Campinas Challenger
Il Campinas Challenger è stato un torneo professionistico di tennis giocato su campi in terra rossa. Faceva parte dell'ATP Challenger Series. Si è giocato annualmente, con diverse interruzioni, dal 1980 al 2001 a Campinas in Brasile.

## Albo d'oro

### Singolare
| Anno       | Campione           | Finalista         | Punteggio     |
| ---------- | ------------------ | ----------------- | ------------- |
| 2001 (2)   | Juan Ignacio Chela | Diego Moyano      | 6–3, 6–3      |
| 2001       | Alessio Di Mauro   | Ramón Delgado     | 6–2, 6–4      |
| 2000- 1997 | Non disputato      | Non disputato     | Non disputato |
| 1996       | Gustavo Kuerten    | Galo Blanco       | 7–6, 6–3      |
| 1995       | Non disputato      | Non disputato     | Non disputato |
| 1994       | Jérôme Golmard     | Fernando Meligeni | 6–4, 7–5      |
| 1993       | Fernando Meligeni  | Luiz Mattar       | 6–4, 6–2      |
| 1992- 1981 | Non disputato      | Non disputato     | Non disputato |
| 1980       | Ricardo Cano       | Jose Luis Damiani | 6–3, 4–6, 6–2 |

### Doppio
| Anno       | Campioni                          | Finalisti                       | Punteggio        |
| ---------- | --------------------------------- | ------------------------------- | ---------------- |
| 2001 (2)   | Edgardo Massa (2) Flávio Saretta  | Adriano Ferreira Antonio Prieto | 1–6, 7–6(5), 6–4 |
| 2001       | Edgardo Massa (1) Leonardo Olguín | José de Armas Flávio Saretta    | 6(6)–7, 6–2, 7–5 |
| 2000- 1997 | Non disputato                     | Non disputato                   | Non disputato    |
| 1996       | Gustavo Kuerten Fernando Meligeni | Pablo Albano Nicolás Lapentti   | 6–2, 6–4         |
| 1995       | Non disputato                     | Non disputato                   | Non disputato    |
| 1994       | Patricio Arnold Martin Stringari  | Andrés Alarcón Mario Rincón     | 6–1, 6–3         |
| 1993       | Gastón Etlis Óscar Ortiz          | Juan-Ignacio Garat Roberto Saad | 6–4, 6–1         |
| 1992- 1981 | Non disputato                     | Non disputato                   | Non disputato    |
| 1980       | Marcos Hocevar João Soares        | Ney Keller Cássio Motta         | 7–5, 6–1         |